# Stromelbe im Stadtzentrum Magdeburg
Stromelbe im Stadtzentrum Magdeburg este o arie protejată (arie specială de conservare — SAC, sit de importanță comunitară — SCI) din Germania întinsă pe o suprafață de 64 ha, integral pe uscat.

## Localizare
Centrul sitului Stromelbe im Stadtzentrum Magdeburg este situat la coordonatele 52°07′36″N 11°38′27″E / 52.1267°N 11.6408°E.

## Înființare
Situl Stromelbe im Stadtzentrum Magdeburg a fost declarat sit de importanță comunitară în octombrie 2000 pentru a proteja 5 specii de animale. Situl a fost protejat și ca arie specială de conservare în decembrie 2018.

## Biodiversitate
Situată în ecoregiunea continentală, aria protejată nu include niciun habitat protejat.
La baza desemnării sitului se află mai multe specii protejate:
- mamifere (1): vidră de râu (Lutra lutra)
- nevertebrate (1): Ophiogomphus cecilia
- pești (3): avat (Aspius aspius), Lampetra fluviatilis, somonul (Salmo salar)

Pe lângă speciile protejate, pe teritoriul sitului au mai fost identificate 1 specie de nevertebrate, 1 specie de pești.